# Pseudochromis
Pseudochromis är ett släkte av fiskar. Pseudochromis ingår i familjen Pseudochromidae.

## Dottertaxa tillPseudochromis, i alfabetisk ordning[1]
- Pseudochromis aldabraensis
- Pseudochromis alticaudex
- Pseudochromis andamanensis
- Pseudochromis aureolineatus
- Pseudochromis aurulentus
- Pseudochromis bitaeniatus
- Pseudochromis caudalis
- Pseudochromis coccinicauda
- Pseudochromis colei
- Pseudochromis cometes
- Pseudochromis cyanotaenia
- Pseudochromis dilectus
- Pseudochromis dixurus
- Pseudochromis dutoiti
- Pseudochromis elongatus
- Pseudochromis flammicauda
- Pseudochromis flavivertex
- Pseudochromis flavopunctatus
- Pseudochromis fowleri
- Pseudochromis fridmani
- Pseudochromis fuscus
- Pseudochromis howsoni
- Pseudochromis jace
- Pseudochromis jamesi
- Pseudochromis kolythrus
- Pseudochromis kristinae
- Pseudochromis leucorhynchus
- Pseudochromis linda
- Pseudochromis litus
- Pseudochromis lugubris
- Pseudochromis luteus
- Pseudochromis madagascariensis
- Pseudochromis magnificus
- Pseudochromis marshallensis
- Pseudochromis matahari
- Pseudochromis melanotus
- Pseudochromis melanurus
- Pseudochromis melas
- Pseudochromis mooii
- Pseudochromis moorei
- Pseudochromis natalensis
- Pseudochromis nigrovittatus
- Pseudochromis olivaceus
- Pseudochromis omanensis
- Pseudochromis persicus
- Pseudochromis perspicillatus
- Pseudochromis pesi
- Pseudochromis pictus
- Pseudochromis punctatus
- Pseudochromis pylei
- Pseudochromis quinquedentatus
- Pseudochromis ransonneti
- Pseudochromis reticulatus
- Pseudochromis sankeyi
- Pseudochromis springeri
- Pseudochromis steenei
- Pseudochromis striatus
- Pseudochromis tapeinosoma
- Pseudochromis tauberae
- Pseudochromis tonozukai
- Pseudochromis wilsoni
- Pseudochromis viridis
- Pseudochromis xanthochir